# Хотемаже
Хотемаже (словен. Hotemaže) — поселення в общині Шенчур, Горенський регіон, Словенія. Висота над рівнем моря: 440 м.